# Mendoza canestrini
Mendoza canestrini är en spindelart som först beskrevs av Canestrini, Pavesi 1868.  Mendoza canestrini ingår i släktet Mendoza och familjen hoppspindlar. Inga underarter finns listade i Catalogue of Life.